# COSCO

Vecchio logo della compagnia

Il gruppo China Ocean Shipping (Group) Company, meglio noto con l'acronimo COSCO o come COSCO Group, è una compagnia di stato cinese che fornisce servizi di spedizioni e di logistica con sede a Pechino. Nel 2022 la sua flotta è composta da più di 400 navi portacontainer con una capacità complessiva di carico che supera 2 milioni di TEU.
Il 10 luglio 2017 la compagnia cinese ha comunicato di aver comprato per 63 miliardi di dollari la Orient Overseas, diventando così il terzo polo mondiale dei container, superando la francese CMA CGM e piazzandosi così alle spalle del leader danese Maersk Line e della italo-svizzera Mediterranean Shipping Company, secondo i dati di Crucial Perspective.. Nel 2022 è al quarto posto della classifica.

## Attività del gruppo
- Trasporto navale: container (COSCO Container Lines ltd), rinfuse, passeggeri
- Logistica (COSCO Logistics)
- Terminal (COSCO SHIPPING Ports Limited), gestore di vari porti, tra cui il principale terminal all'interno del porto del Pireo (Grecia)[3]

È rappresentata all'estero dalle sue ramificazioni regionali o locali o da raccomandatari marittimi.